# HC Wittenhorst
HC Wittenhorst is een Nederlandse handbalvereniging uit het Limburgse Horst.
In het seizoen 2020/2021 speelt het eerste herenteam in de regionale eerste klasse.

## Geschiedenis
Op 15 januari 1964 werd de dames handbalclub opgericht met de naam Vestina. Later werd er een fusie aangegaan met de voetbalclub zodat de naam veranderde in Wittenhorst. De eerste jaren speelden de senioren nog 11-handbal, langzamerhand nam de jaren hierna het 7-handbal de plek in van het 11-handbal. In 1968 werd er ook een herenafdeling opgericht. In het begin van de herenafdeling was HC Wittenhorst een van de weinige verenigingen van hun niveau die binnen konden trainen. Zij trainden toen in een garage van Van de Munckhof en in de markthal. Na één seizoen in de markthal te hebben getraind werd het omgebouwd tot een sporthal.